# Mimirichi
Mimirichi (або Мімірічі, Mim-I-Richi), раніше відомий як Mimikrichy (Мімікричі, Mimi-I-Krichi) — український Театр Клоунади та Пантоміми, заснований у Києві у 1980-х роках. У 2000 році колектив змінив назву на Mimirichi, яка розшифровується як багата міміка та пластика, саме вони допомагають акторам не лише привертати до себе увагу, а й бути різноманітними у своїх шоу у будь-якій країні світу, незалежно від вікової категорії публіки. З гастролями відвідали понад 45 країн світу — їх яскраві шоу бачили глядачі Європи, США, Південної Америки, Азії тощо. Крім циркових і театральних постановок, брали участь у збірних концертах таких світових зірок, як Том Джонс, Прінс, Джордж Майкл, Кім Вайлд, групи Take That, Opus, Ace of Base та ін. Завоювали перше місце на міжнародному конкурсі акторів вар'єте у Штутгарді (Німеччина), а з виставою «Paper World» — стали золотими призерами Единбурзького театрального фестивалю Fringe у 2004 році. У 2006 році були визнані найкращим колективом року в Манчестері (Велика Британія).[джерело?]

## Історія
До складу Mimikrichi увійшли учні студії пантоміми під керівництвом Володимира Крюкова, яка діяла на початку 1980-х років при клубі Київського заводу «Точелектроприлад».
До появи на світовій сцені гастролювали по всій території колишнього Радянського Союзу. Перемоги та призи на різних фестивалях та конкурсах принесли акторам популярність і у 1989 році колектив отримав статус професійного театру. З першого туру по Німеччині Mimikrichi справили яскраве враження на закордонну публіку і викликали велику зацікавленість у пресі і на телебаченні. На першому з'їзді в Богнор-Ріджіс, в 1991 році, Mimikrichi увійшли до Всесвітньої Асоціації Клоунів (World Clown Association).
Золотий приз на 1-му Міжнародному конкурсі акторів вар'єте у Штутгарті підтвердив професіоналізм театру та правильно направив його у своїй творчій роботі. Далі були інші країни та конкурси, нові нагороди та досягнення, пам'ятні зустрічі та спільні вистави з Mimi-Max, Dimitri, Olli, Gardi Hutter, Jango Edwards, Kolombaoni, Полуніним, «Лицедіями» та багатьма іншими зірками сучасності. Найбільше захоплення та новий творчий заряд актори Mimikrichi отримали від зустрічі у Брюсселі у 1997 році зі світовим майстром пантоміми Марселем Марсо, який став для них назавжди духовним наставником та прикладом найбільшої майстерності. Вивчаючи та аналізуючи творчі роботи як Марсо, так і ряду великих коміків, таких як Чарлі Чапліна, Бастера Кітона, Mimikrichi знайшли свій шлях, одночасно розвиваючи свій оригінальний стиль. Синтезуючи цирковий жанр і жанр вар'єте, колектив використовує у виставах театральне мистецтво, засноване на пантомімі .
Відмінною рисою Театру є імпровізація та контакт із публікою, які вони постійно використовують у своїх виступах. Маючи в репертуарі кілька сольних програм, Mimirichi також мають великий досвід у комбінуванні концертів з виставами інших жанрів. Наприклад, брали участь у збірних концертах таких світових зірок, Том Джонс, Прінс, Джордж Майкл, Кім Вайлд, групи Take That, Opus, Ace of Base та ін.
У 2000 році колектив змінив назву на Mimirichi, яка розшифровується як багата міміка та пластика, тому що саме вони допомагають акторам не лише привертати до себе увагу, а й бути різноманітними у своїх шоу в будь-якій країні світу, незалежно від віку публіки. З гастролями відвідали більше 45 країн світу — їх яскраві шоу з бачили глядачі Європи, США, Південної Америки, Азії, тощо.
На фестивалі Fringe у 2004 році Mimirichi були надзвичайно помітними, зала на 650 місць, щовечора була заповнена, а додому артисти привезли цілу купу схвальних відгуків від провідних ЗМІ світу.[джерело?]
Відома критика провідних видань, що працювали на фестивалі, виставила українським артистам найвищі оцінки: «Паперовий світ» на фестивалі здобув звання «Найкращого шоу 2004 року».
«Українське шоу клоунів пропонує найщасливіші 90 хвилин, — пише The Guardian. — Тут ви зустрінетеся зі страхом, із задоволенням, з дитинством, публіка об'єднується у паперових боях…»
«…вони виглядають несподіваними та спантеличеними, вони ділять задоволення моменту, яким є серце найкращої клоунади. Гравці йдуть так далеко, що втягують публіку у своє шоу і дуже щасливі підхоплювати ідеї публіки, навіть коли ці ідеї не є контрольованими» — це вже The Financial Times"[перевірити].

## Нагороди
- Золота посмішка, приз переможців, Одеса (Україна)
- Переможці фестивалю ім. Л. Енгібарова, Москва (СРСР)
- Лауреати I Всесоюзного конкурсу гумору та сатири (СРСР)
- Член Всесвітньої асоціації Клоунов, Богнор-Ріджіс (Велика Британія)
- Золотий приз на Першому Міжнародному Фестивалі Вар'єте, Штутгарт (Німеччина)
- Лауреати Міжнародного фестивалю гумору, Ароза (Швейцарія)
- Призери Фестивалю професійних театрів, м. Київ, (Україна)
- Лауреати Міжнародного фестивалю клоунів та комедій за участю світових зірок сучасної клоунади (Європа)
- Срібний приз Міжнародного фестивалю імені Чарлі Рівеля, Барселона (Іспанія)
- Лауреати Міжнародного Фестивалю пантоміми, Брауншвейг (Німеччина)
- Лауреати Міжнародного фестивалю клоунів, Утрехт (Нідерланди)
- Найкраща закордонна група, Чилі (Південна Америка)
- Найкраще шоу фестивалю Fringe, Едінбург (Шотландія)
- Лауреати Міжнародних театральних фестивалів: «Nadala L'escante», Валенсія (Іспанія) та «Temporada alta Girona», Жирона (Іспанія), та Міжнародного фестивалю мистецтв, Кордоба (Іспанія)
- Лауреати Другого Міжнародного фестивалю «Планета клоунів», Рига (Латвія)
- Генеральний приз фестивалю вар'єте у Франції
- Найкраща група року, Манчестер (Велика Британія)
- Лауреат та призер Всесвітнього фестивалю виконавського та образотворчого мистецтва, Лахор (Пакістан)
- Призери Міжнародного фестивалю «Alfil», Мадрид (Іспанія)

та багато інших.

## Склад
- Андрій Гонзалез — Художній керівник, актор
- Ігор Іващенко — Продюсер, актор

## Шоу

### Paper World
Саме як вистава склався в 1993 році і спочатку називався «Paper War». Згодом, продовжуючи формуватися, був перейменований на «Paper World».
Папір — це те, що нас оточує все життя в незліченних кількості та виконує найрізноманітніші функції. А ще білий аркуш паперу завжди вважався символом нескінченних творчих здібностей, що дає неймовірну свободу уяви. З іншого боку, багато творів мистецтва починаються саме з чистого аркуша. Клоуни в цьому шоу живуть у світі, що повністю складається з паперу і доводять, що аркуш паперу приховує багато можливостей, у тому числі й для театру. У їх світі, папір перетворюється на джерело дії та імпровізації. Це дає можливість створювати свої парадоксальні образи практично з нічого.
Розповідає композитор та продюсер Олександр Спаринський:

«Паперовий світ» Mimirichi грають з 1995 року (фактично з 1993 — прим.), але він і досі є цікавим та затребуваним. Критерій не традиційності зіграв свою роль і на фестивалі в Единбурзі. Ми ще раз переконалися, що здивувати можна лише чимось безпрецедентним. Глядач у всьому світі і сьогодні цінує самобутні елементи, а також надзвичайно радіє тому, що допомагає йому рятуватися від самотності".
Образність цієї вистави під подібні виміри не підлягає. Не підлягає як загалом — шкалу образності поки що не вигадали, так і в цьому конкретному випадку. Чистий аркуш паперу — це єдиний нескінченний образ, який кожен прочитає і заповнить по-своєму. Щоразу глядачі охоче приймали правила гри «Мімірічів» і, забуваючи про свої місця у партері, ставали співучасниками дійства, імпровізували разом з акторами та разом із ними творили вже нову виставу. До речі, ця «зрозумілість» без перекладу є чи не найпереконливішим доказом високого класу «Паперового світу»".

Цитата з газети The Guardian, (Великобританія):

«Це видовище одночасно дивує і захоплює. Вишукана неповторність ідеї, оригінальні трюки, високий професіоналізм акторів та постійний контакт із глядачами принесли „Paper World“ любов та визнання світової публіки. Герої вистави — це три віртуозні комічні персонажі, які, починаючи виставу з гри тіней, ваблячи за собою у чарівний та непростий „Паперовий світ“ захоплених глядачів.
Ці чарівники працюють на сцені, не просто відтворюючи клоунські прийоми та виявляючи невичерпну фантазію. Вони змушують радіти життю, сміятися, замислюватися над вічними питаннями добра і зла. Глядачі почуваються частиною того, що відбувається, і з великим розчаруванням зустрічають закінчення вистави. Їм хочеться, щоб дія продовжувалася».

На думку журналистів та критиків англійського видання "The Guardian" Lyn Gardner і Brian Logan Paper World завоював нагороду "Best Show" на театральному фестивалі Fringe в Эдинбурзі в 2004 році.

### Plastic Fantastic
Група клоунів, які знаходяться в монохромному світі після катастрофи, намагаються розфарбувати його у безліч кольорів, притаманним лише їм, смішним способом. За допомогою фізичної пантоміми, пластики та імпровізації вони перетворюють звичайний целофан на цілий новий, кольоровий світ. З номера в номер він починає оживати та набувати фарб.

### Crazy Hats
В основу вистави покладено один із найвідоміших творів датського майстра карикатури Херлуфа Бідструпа — «Чотири темпераменти», в якому дивовижно точно показані основні типи темпераменту людини. Клоуни — як карикатуристи, їхнє мистецтво пантоміми — найкоротший спосіб висловити суть ідеї. Протягом усього шоу Mimirichi приносять аудиторії радість від визнання та відкриття себе, здатність усміхатися та сміятися з власних недоліків, так як найчастіше люди поєднують у собі декілька різних темпераментів. Словом, так само, як і діти.

### Mimiatures
Вистава складається з найкращих мініатюр, за які театр отримав безліч нагород та визнання публіки протягом своєї творчої діяльності. Включає в себе хіти, що полюбились глядачам, наприклад такі як «Ласти», «Камерний квартет», «Коляска», «Сон», «Барабани» та ін.

## Що кажуть критики
The Scotsman:[джерело?]
«Це найприємніші, живі, простодушні та веселі клоуни, яких я коли-небудь бачив. Один із них обійняв глядача — і мені було шкода, що це був не я. Але вони — це не тільки гарні обличчя. Речі, які вони можуть зробити з папером, неймовірні: миші, люди і навіть коні. Це як великомасштабне оригамі. Дітям подобалися швидкі комічні номери та жарти, а дорослі були у захваті від безглуздя всього цього. Насправді, глядачам це так сильно подобалося, що я задавався питанням, чи не підіслані вони! Будь ласка, приходьте подивитись, особливо якщо у вас є діти. А навіть якщо ні, це гарантована розвага на паперовій тарілці.»
Metro:[джерело?]
«У глибині душі, Mimirichi прославляють ігровий людський потенціал — клоуни розігрують кілька комедійних номерів-віньєток, що оспівують перетворюючу силу паперу. Під веселощами і іграми є щось глибоке і глибоко хвилююче — триває і нарешті викристалізується в приголомшливому фіналі. Простіше кажучи, велике серце шоу дозволяє вам доторкнутися не лише до власної людяності, але й до людяності ближнього вашого.»

Fest Best:[джерело?]
«Всі клоуни — досвідчені міми, коміки та акробати, їм фантастично вдається побудувати захоплюючу і веселу виставу на звичайному папері. Відмінно підходить як для дітей, так і для дорослих, Mimirichi одночасно чарівні та галасливі — просто переконайтеся, що ви даєте цим клоунам якнайбільше!»

The Financial Times:[джерело?]
«Задоволення від нових вражень»
The Guardian:
«Ця українська четвірка, кожен зі своєю індивідуальністю, розтопив моє кам'яне серце. Насправді вони могли б піти навіть зі мною додому, і я не скаржився б. Їм вдається змусити реготати молодих та старих. Це, безперечно, найщасливіші 90 хвилин, які я провів на Fringe цього року.

Це шоу, яке приносить маленьку радість і майже миттєво перетворює всю аудиторію на спільноту. Дивно, як швидко зрілі дорослі повертаються до дитинства, отримавши можливість розкидати навколо себе папір і влаштовувати безлад. Шоу повно винахідливості та безумства, оспівуючи втрачене дитинство, а також зачіпає його страхи».
The Guardian:
«Наступний день завершився сімейною забавою: Mimirichi. Важко сказати, чого чекати від трупи українських паперових клоунів. Якби не мій професійний інтерес, я б, як і більшість розсудливих людей, тримався б подалі від усього, до чого причетні клоуни. Яке щастя, що я цього не зробив.
Без слів і без нічого, окрім простого реквізиту та великої кількості паперу, четверо чоловіків перетворили колишній старий кінотеатр на ігровий майданчик. Використовуючи найпростішу фізичну мову, вони знайшли спосіб оминути логіку та побудувати абсурдний світ, який має зовсім новий сенс. Начебто потрапив у мультик.
Є особливий вид сміху, вид, який лунає на гарячій ігровій вечірці або за киданням їжею, який є бездумною відповіддю на чисту, безневинну відмову. Такий сміх можна отримати тільки від приєднання, і він виснажив мене через 75 хвилин Mimirichi. Залишилося рівно стільки енергії, щоб піднятися на бурхливі оплески стоячи — єдині, які я бачив цього року [на фестивалі]».